# كارلوس راميريز سواريز
كارلوس راميريز سواريز (بالإسبانية: Carlos Ramírez Suárez)‏ هو محامي إسباني، ولد في 3 يوليو 1902، وتوفي في 30 أغسطس 1978 في لاس بالماس دي غران كناريا في إسبانيا.